# Directorium inquisitorum
O Directorium inquisitorum, também chamado de Manual do Inquisidor, é o livro mais importante de Nicholas Aymerich, que o escreveu — talvez — em 1376. O Directorium Inquisitorum definiu a bruxaria e descreveu os meios para descobrir as bruxas. 
Aymerich tinha escrito um primeiro tratado sobre bruxaria antes, possivelmente já em 1359, que se expandiu até se tornar o Directorium Inquisitorum. Para escrevê-lo, ele usou muitos textos de magia que tinha anteriormente confiscado dos acusados de feitiçaria. 
O Directorium Inquisitorum descreve várias práticas mágicas proibidas, incluindo o batismo de imagens, fumigar a cabeça de uma pessoa morta (necromancia), atear sal no fogo, queimar corpos de animais, invocar os espíritos, invocar nomes desconhecidos, misturar nomes de anjos e demônios, e quiromancia. 
Aymerich considera na obra, a bruxaria como uma forma de heresia, uma definição importante, pois a Inquisição havia mandado suprimir a heresia. A ideia não é exclusiva de Aymerich, vinha-se desenvolvendo desde o século XIII, quando o Papa Alexandre IV deu a primeira autoridade para os inquisidores sobre as bruxas. Isto foi confirmado pelo Papa Bonifácio VIII e João XXII. E em 1320, era comum ver as discussões sobre feitiçaria em manuais de inquisidores. Escritos de Bernardo Gui e Ugolino Zanchini continham duas discussões sobre este assunto. A contribuição de Aymerich foi dividir a bruxaria em três categorias, com referências à Bíblia e os escritos de notáveis teólogos cristãos como Agostinho de Hipona e Tomás de Aquino. 
Segundo Aymerich, a primeira e mais importante forma de feitiçaria herética era a que oferecia a latria (adoração devida somente a Deus) aos demônios. Essas atividades incluíram a realização de sacrifícios, orações e oferta de velas ou incenso para o diabo. A segunda categoria consistia em hereges que ofereciam dulia (o culto prestado aos santos). Essas atividades incluíam citar os demônios em ladainha (muitas vezes ao lado dos nomes de santos e anjos) e, portanto, pedindo intercessão junto de Deus. Refere-se especificamente aos muçulmanos "sarracenos", como praticantes dessa heresia em sua veneração de Maomé. A terceira categoria é composta de pessoas que procuram a ajuda de um demônio, como no caso da adivinhação. Ele cita o Papa Inocêncio V dizendo que, para obter ajuda de um demônio, uma pessoa deve entrar em algum tipo de pacto com o diabo. Aymerich extrapola nessa declaração para mostrar que qualquer pacto com o demônio é uma heresia e foi um dos primeiros a condenar qualquer tipo de conjuração demoníaca como heresia. Anteriormente, acreditava-se que até mesmo um santo poderia fazer um pacto com o diabo, como exemplificado pela história de São Teófilo, que fez um pacto com o diabo para ganhar uma posição eclesiástica.[carece de fontes?]
Além de descrever as práticas comuns de magia, Aymerich também descreve as maneiras de extrair uma confissão, incluindo formas primitivas de manipulação psicológica, bem como a simples tortura. Em matéria de tortura, diz que "Quaestiones sunt et inefficace fallace", ou seja, "a tortura é enganosa e ineficaz". No entanto, é o primeiro inquisidor que ignora a proibição da Igreja Católica da tortura de uma pessoa duas vezes. Interpretou a directiva de modo relaxado, permitindo sessões de tortura separadas por acusações distintas de heresia. 
Foi reimpresso várias vezes, incluindo uma em Barcelona, em 1503 e uma em Roma, em 1578. O Directorium Inquisitorum foi um precursor do famoso Malleus Maleficarum.